# وزير الأمن الداخلي (الولايات المتحدة)
وزير الأمن الداخلي للولايات المتحدة (بالإنجليزية: United States Secretary of Homeland Security)‏ هو رئيس وزارة الأمن الداخلي الأمريكية، وهي الوزارة الفيدرالية المكلفة بضمان الأمن العام في الولايات المتحدة. الوزير هو عضو في مجلس الوزراء للولايات المتحدة. تم إنشاء هذا المنصب بموجب قانون الأمن الداخلي في أعقاب هجمات 11 سبتمبر 2001. وزير الأمن الداخلي حاليا هو أليخاندرو مايوركاس ، منذ 2 فبراير 2021.

## وصلات خارجية
- الموقع الرسمي